# Bray Vale British Cemetery
Le  Bray Vale British Cemetery  (Cimetière militaire de Bray Vale) est un cimetière militaire de la Première Guerre mondiale, situé sur le territoire de la commune de Bray-sur-Somme, dans le département de la Somme, au nord-est d'Amiens.

## Localisation
Ce cimetière militaire est situé en pleine campagne au nord-ouest du terroir de la commune, à environ 1 km du village. On y accède par un petit chemin vicinal.

## Histoire

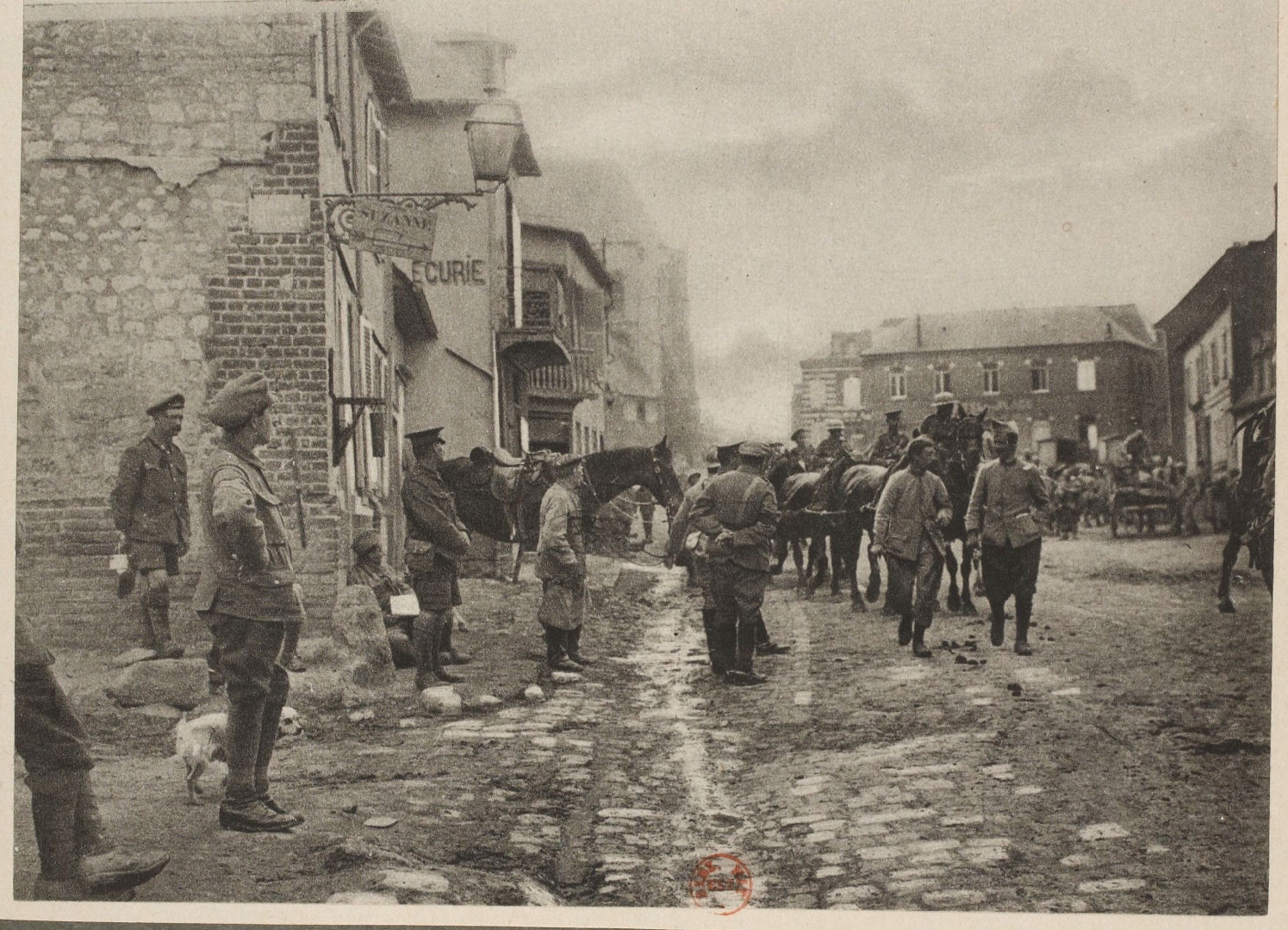
Des troupes anglaises dans Bray-sur-Somme en 1916.

Ce cimetière a été commencé en août 1918 pour inhumer 25 soldats tombés lors de la reprise du village par les troupes australiennes le 25 août 1918.  Il a été agrandi peu après l'armistice lorsque d'autres tombes ont été amenées de cimetières provisoires des environs. En 1923, l'espace entre le cimetière et la route, aujourd'hui parcelles III et IV, est comblé par des sépultures provenant principalement des champs de bataille de 1916 autour de Thiepval et de Courcelette. 

Le cimetière comporte 279 sépultures de la Première Guerre mondiale, dont 172 non identifiées.

## Caractéristiques
On accède à ce cimetière surélevé par rapport à la route par imposant escalier à deux entrées symétriques.
Ce cimetière a un plan trapézoïdal.

Il est entouré d'un muret de moellons sur trois côtés.

Le cimetière a été conçu par AJS Hutton.

## Sépultures
| Pays        | Sépultures |
| ----------- | ---------- |
| Royaume-Uni | 258        |
| Australie   | 17         |
| Canada      | 4          |
| Total       | 279        |

## Galerie

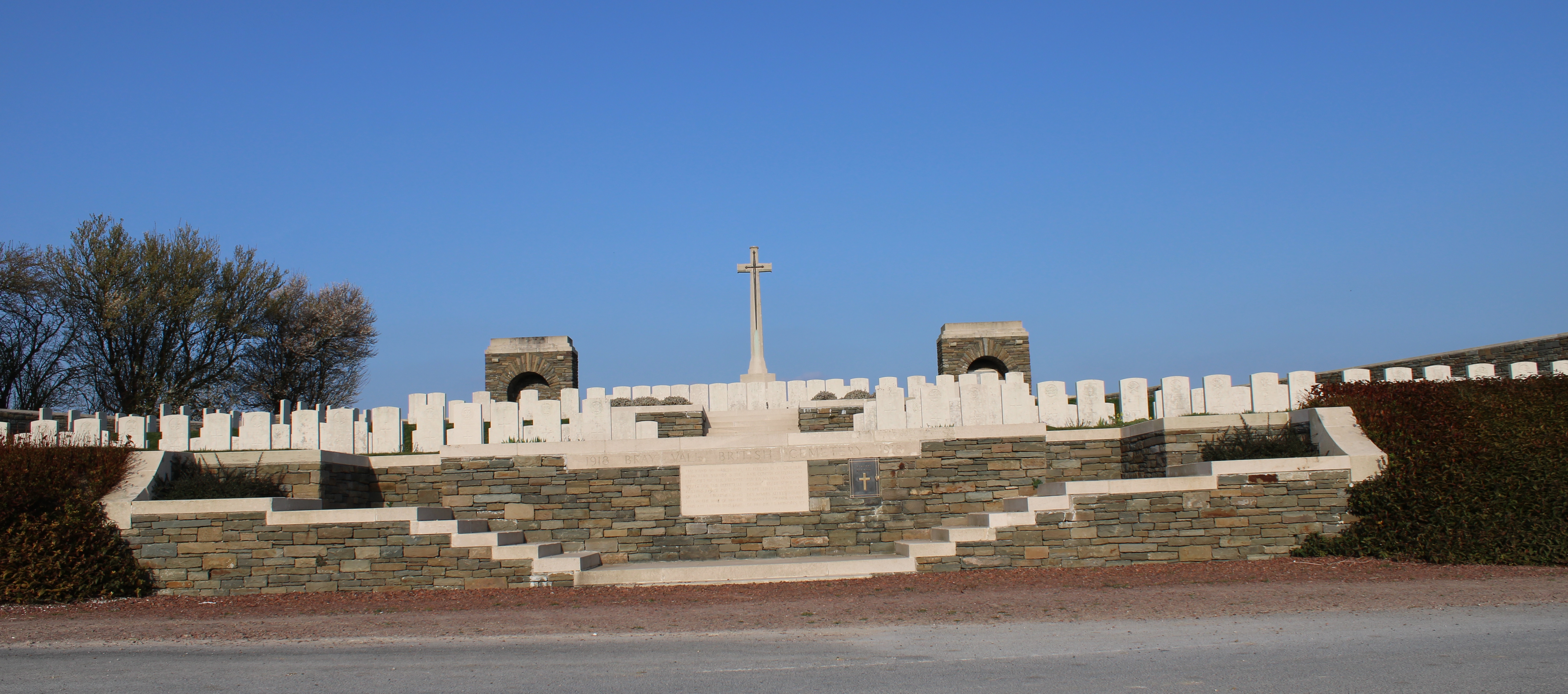
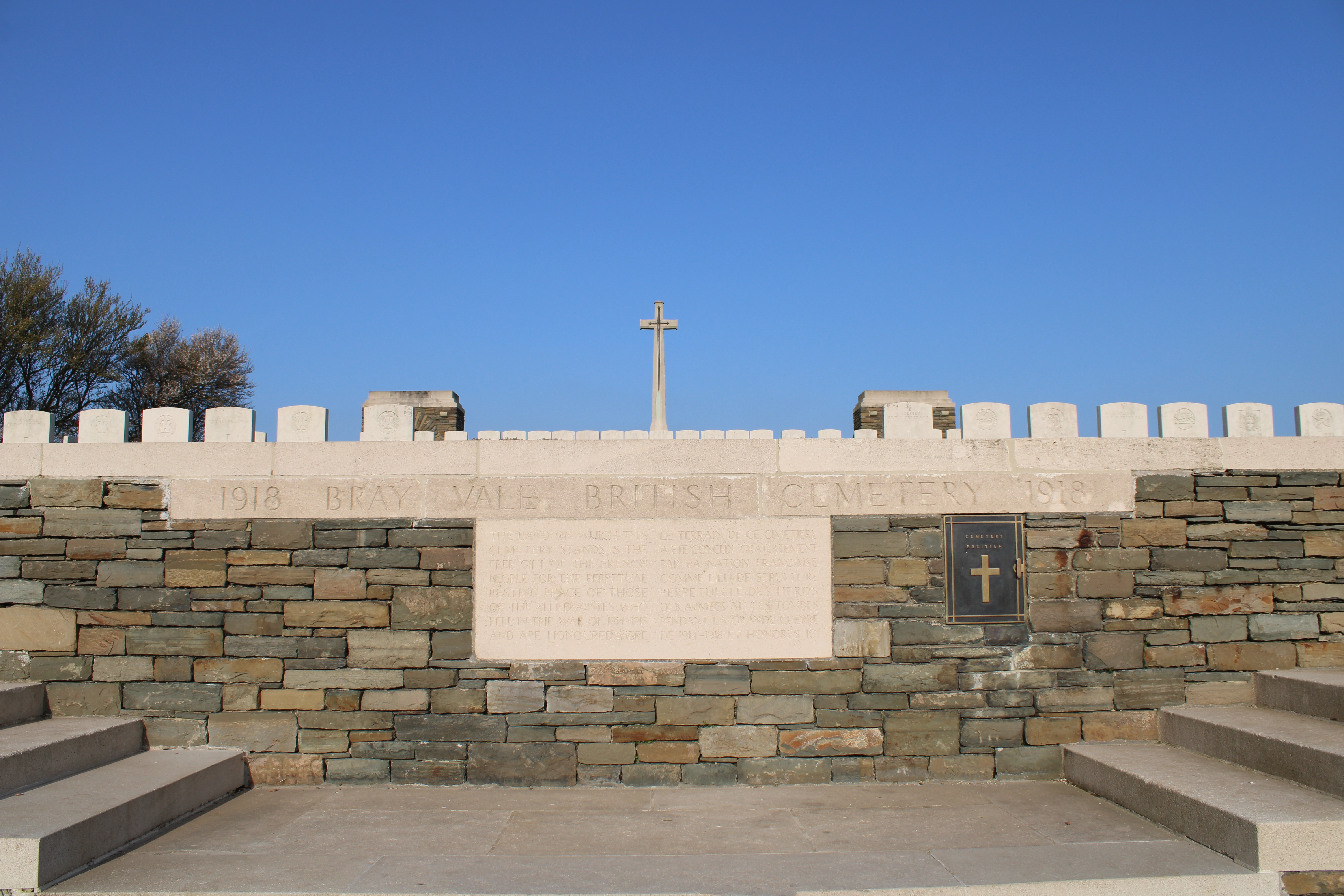
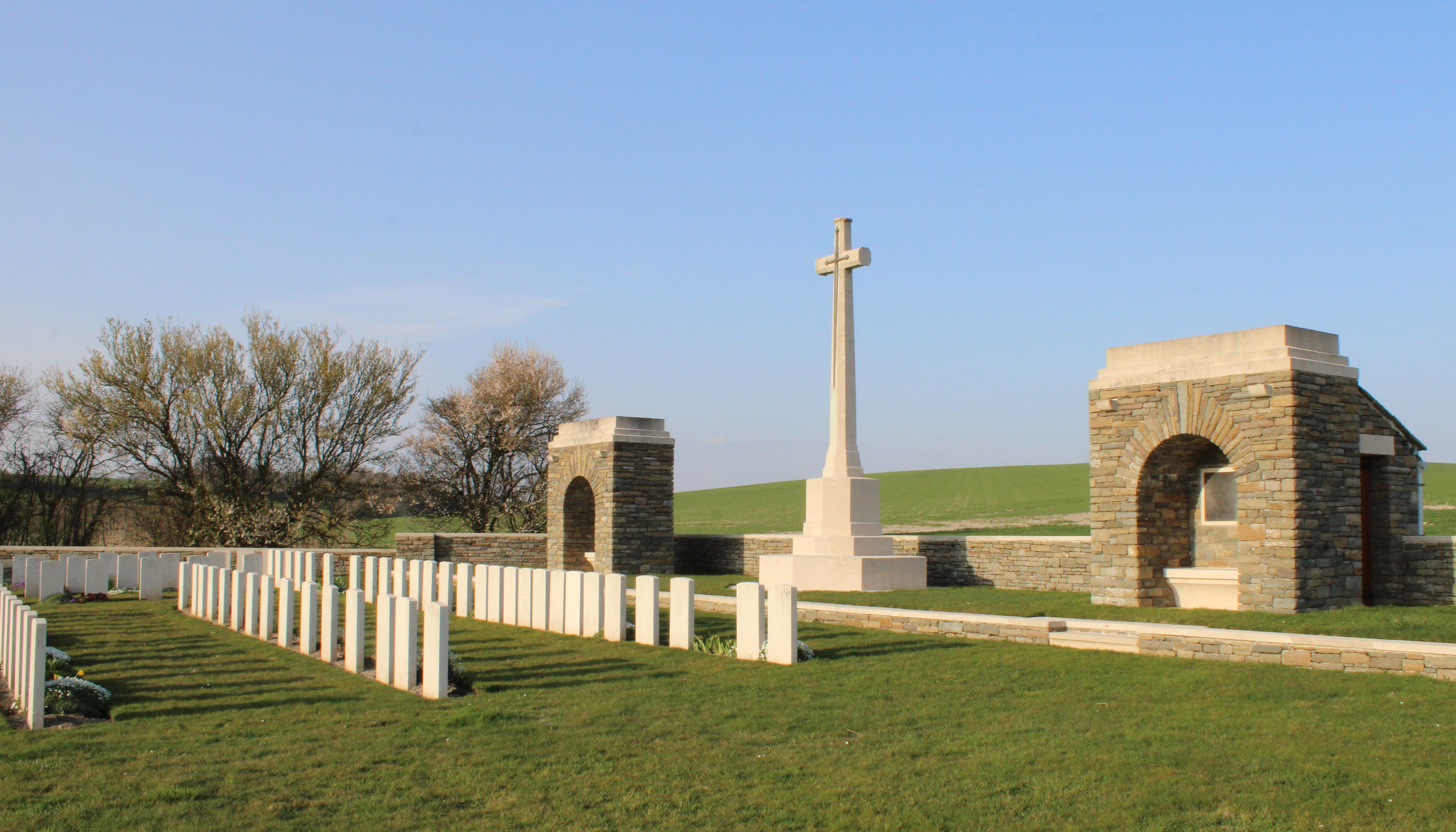
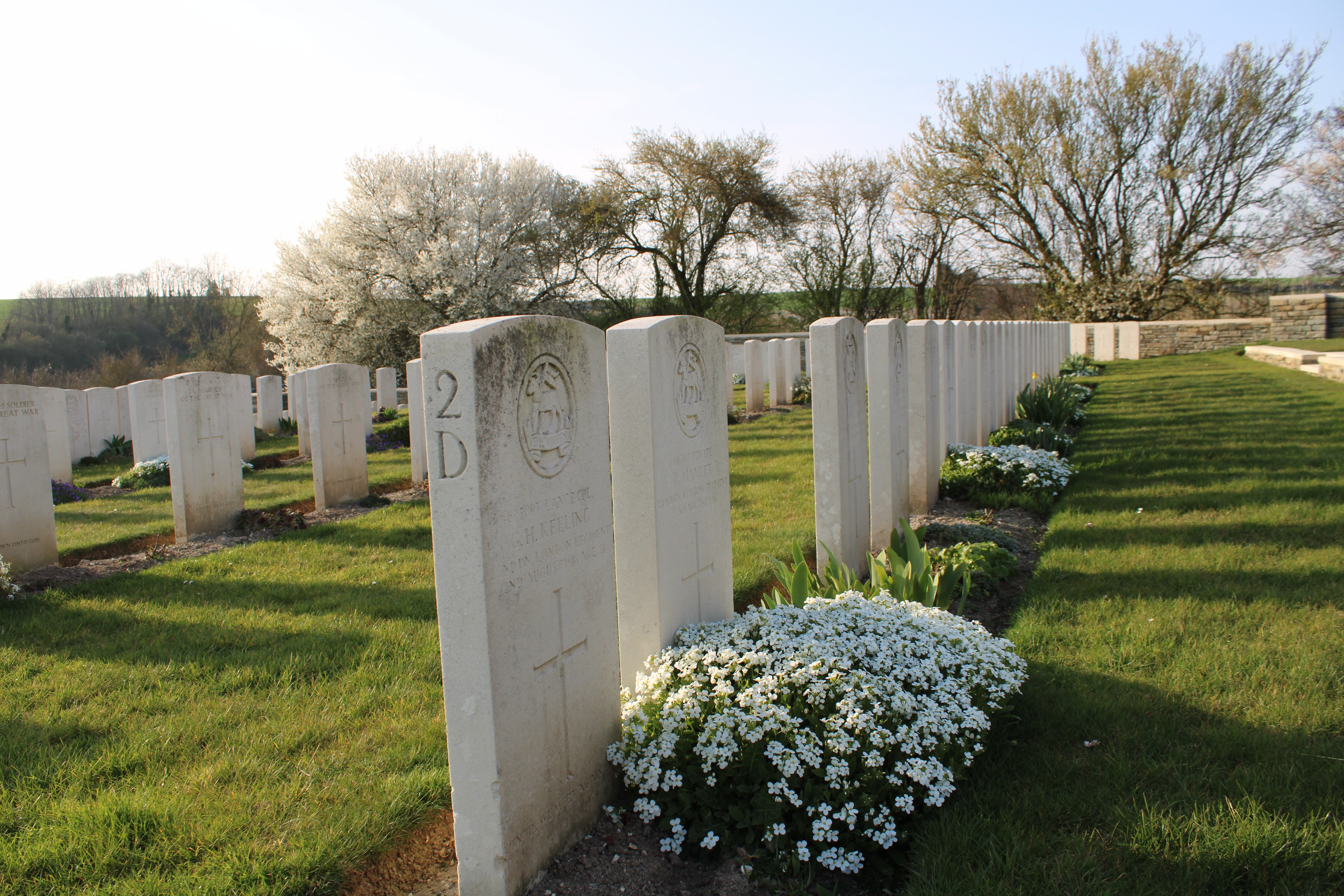
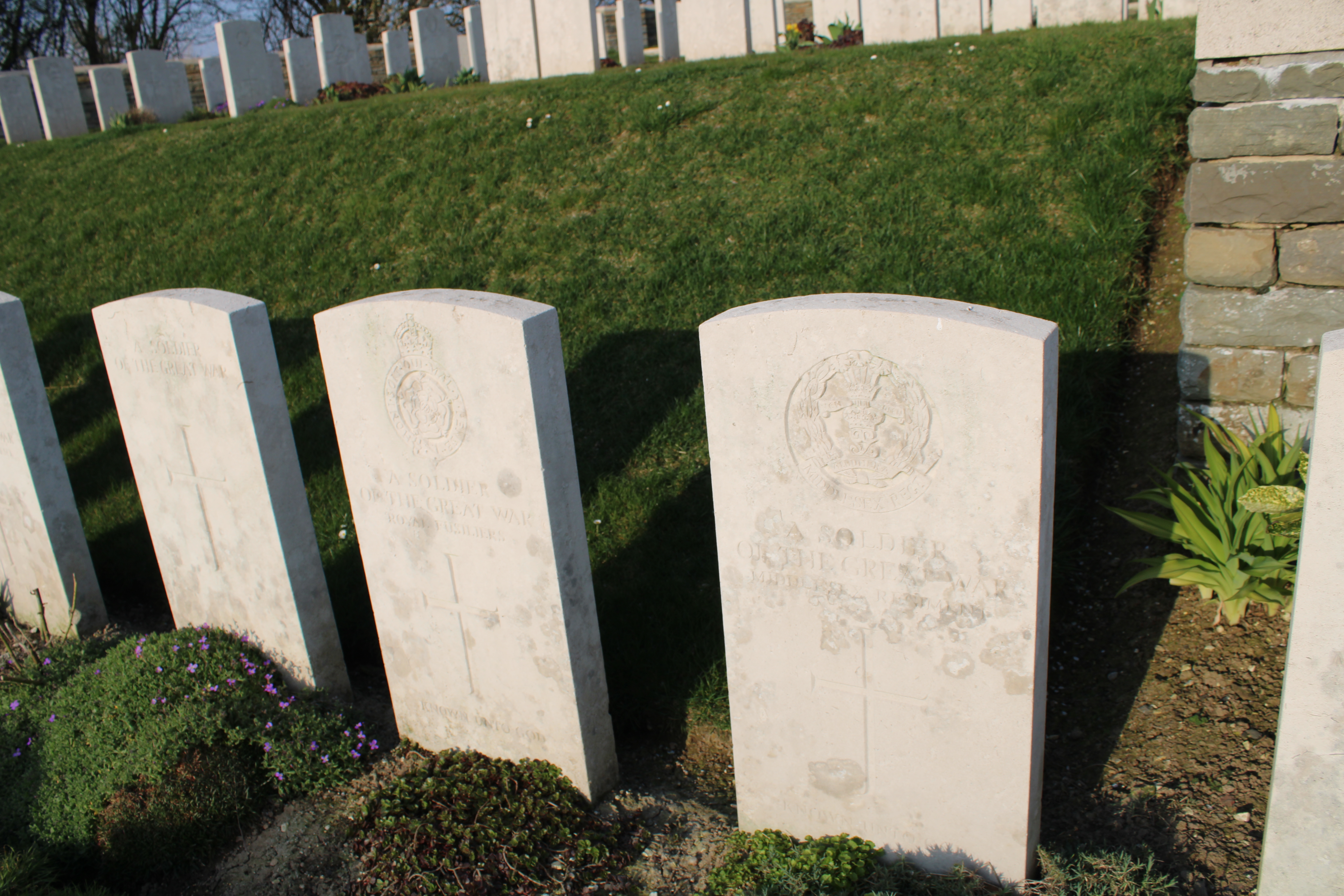
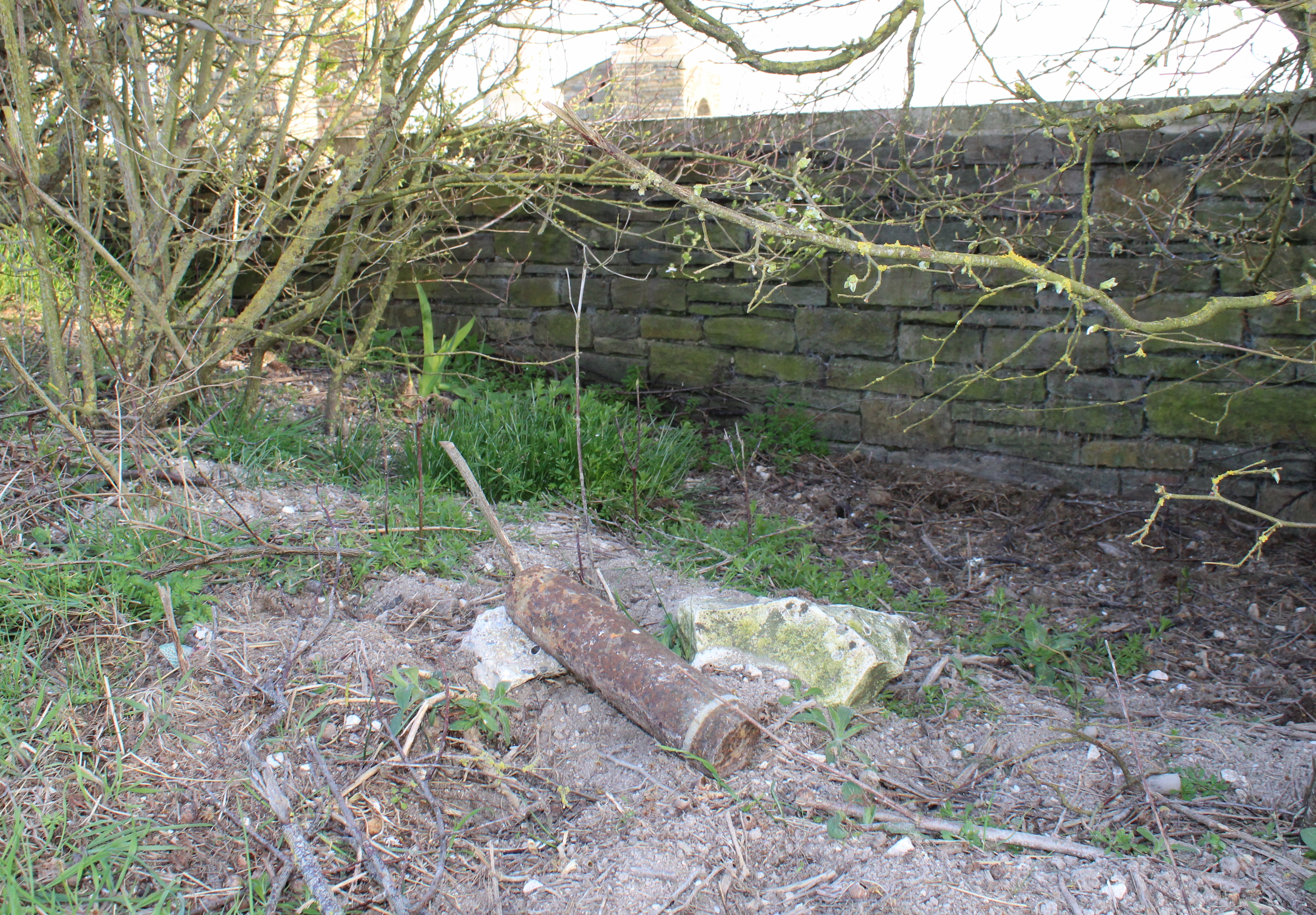
Obus non explosé derrière le mur du cimetière (photo prise le 21/03/2022).